# Warsaw Shore (temporada 5)
La quinta temporada de Warsaw Shore, un programa de televisión polaco con sede en Varsovia transmitido por MTV Polonia, se anunció el 13 de noviembre de 2015 y se estrenó el 28 de febrero de 2016. Presenta por primera vez a los nuevos miembros del reparto Paweł y Piotr Kluk, hermanos gemelos. Ewelina Kubiak regresa al programa después de la tercera temporada. Antes de la serie se confirmó que la serie se filmaría en Wrocław. El 18 de abril de 2016 se anunció que Anna Ryśnik, miembro del reparto original había abandonado el programa siendo esta su última temporada. Esta fue la última temporada en presentar a los hermanos Kluk y a Ewelina Kubiak antes de regresar para la séptima temporada. 
Además es la primera temporada en presentar al jefe, Jacek Nowak, quien desarrolló su papel hasta la novena temporada, y luego desde la undécima hasta la decimotercer temporada. 

## Reparto
- Anna "Ania Mała" Aleksandrzak
- Anna "Ania" Ryśnik
- Damian Zduńczyk
- Ewelina Kubiak
- Jakub Henke
- Klaudia Stec
- Magdalena Pyznar
- Paweł Kluk
- Piotr Kluk
- Wojciech "Wojtek" Gola

### Duración del reparto
| Nombre    | Episodios | Episodios | Episodios | Episodios | Episodios | Episodios | Episodios | Episodios | Episodios | Episodios | Episodios | Episodios | Episodios | Episodios | Episodios | Episodios |
| Nombre    | 1         | 2         | 3         | 4         | 5         | 6         | 7         | 8         | 9         | 10        | 11        | 12        | 13        | 14        | 15        | 16        |
| Ania      |           |           |           |           |           |           |           |           |           |           |           |           |           |           |           |           |
| Ania Mała |           |           |           |           |           |           |           |           |           |           |           |           |           |           |           |           |
| Damian    |           |           |           |           |           |           |           |           |           |           |           |           |           |           |           |           |
| Jakub     |           |           |           |           |           |           |           |           |           |           |           |           |           |           |           |           |
| Klaudia   |           |           |           |           |           |           |           |           |           |           |           |           |           |           |           |           |
| Magda     |           |           |           |           |           |           |           |           |           |           |           |           |           |           |           |           |
| Paweł     |           |           |           |           |           |           |           |           |           |           |           |           |           |           |           |           |
| Piotr     |           |           |           |           |           |           |           |           |           |           |           |           |           |           |           |           |
| Wojtek    |           |           |           |           |           |           |           |           |           |           |           |           |           |           |           |           |
| Ewelina   |           |           |           |           |           |           |           |           |           |           |           |           |           |           |           |           |
| --------- | --------- | --------- | --------- | --------- | --------- | --------- | --------- | --------- | --------- | --------- | --------- | --------- | --------- | --------- | --------- | --------- |

## Episodios
| N.º (total) | N.º (temp.) | Título        | Estreno               | Audiencia (en millones) |
| ----------- | ----------- | ------------- | --------------------- | ----------------------- |
| 53          | 1           | «Episodio 1»  | 28 de febrero de 2016 | 108 038                 |
| 54          | 2           | «Episodio 2»  | 6 de marzo de 2016    | 130 592                 |
| 55          | 3           | «Episodio 3»  | 13 de marzo de 2016   | 141 390                 |
| 56          | 4           | «Episodio 4»  | 20 de marzo de 2016   | N/D                     |
| 57          | 5           | «Episodio 5»  | 27 de marzo de 2016   | N/D                     |
| 58          | 6           | «Episodio 6»  | 3 de abril de 2016    | N/D                     |
| 59          | 7           | «Episodio 7»  | 10 de abril de 2016   | N/D                     |
| 60          | 8           | «Episodio 8»  | 17 de abril de 2016   | N/D                     |
| 61          | 9           | «Episodio 9»  | 24 de abril de 2016   | N/D                     |
| 62          | 10          | «Episodio 10» | 8 de mayo de 2016     | N/D                     |
| 63          | 11          | «Episodio 11» | 15 de mayo de 2016    | N/D                     |
| 64          | 12          | «Episodio 12» | 22 de mayo de 2016    | N/D                     |
| 65          | 13          | «Episodio 13» | 29 de mayo de 2016    | N/D                     |
| 66          | 14          | «Episodio 14» | 5 de junio de 2016    | N/D                     |
| 67          | 15          | «Episodio 15» | 19 de junio de 2016   | N/D                     |
| 68          | 16          | «Episodio 16» | 26 de junio de junio  | N/D                     |